# Aéroport de Port Hawkesbury
L'aéroport de Port Hawkesbury est un aéroport situé en Nouvelle-Écosse, au Canada.